# 發趣論
《發趣論》，又名《大論》(Mahāpakaraṇa)，为《巴利三藏》中论藏的组成部分，南传上座部佛教典籍。有人認為本論體例與主題類似於《發智論》。
发趣论内容主要运用二十四缘分析诸法的关系。

## 譯本

### 漢譯
- 郭哲彰譯，漢譯南傳大藏經·發趣論（第54-60冊），1997，元亨寺妙林出版社（包含發趣論註）

### 英譯
- U Nārada Mūla Paṭṭhāna Sayadaw譯，Conditional relations，1969-1981，Bristol: Pali Text Society，SuttaCentral 網路版 （页面存档备份，存于）（未全譯）